# Miriam Higareda
Miriam Higareda Cervantes (Villahermosa, Tabasco; 24 de agosto de 1984) es una actriz mexicana de cine y telenovelas.

## Biografía
Miriam Higareda, más conocida como 'Miri Higareda', nació el 24 de agosto de 1984 en la Ciudad de México. Hija del pintor José Luis Higareda y de la actriz Martha Cervantes, es la hermana menor de la también actriz Martha Higareda.
Inició su carrera con la telenovela Se busca un hombre en 2007, para después unirse al elenco de la telenovela Mujer comprada en 2009.
Después en 2011 participa en Emperatriz como 'Elena Mendoza Del Real', y en 2013 se une a Vivir a destiempo en el papel de 'Berenice Delgado'.
En 2014, protagoniza la película Cásese quien pueda junto a su hermana Martha Higareda, compartiendo créditos con Michel Brown y Luis Gerardo Méndez.
En 2015, participa en las telenovelas Voltea pa' que te enamores y Tanto amor.

## Trayectoria

### Telenovelas
TV Azteca
- (2015) Tanto amor ... María "Mary" González Martínez.
- (2013) Vivir a destiempo ... Berenice Delgado.
- (2011) Emperatriz ... Elena Mendoza Del Real.
- (2009) Mujer comprada ... Francisca "Francis" Valdez.
- (2007) Se busca un hombre ... Diana.
- (2006) Montecristo [1]

Venevisión
- (2015) Voltea pa' que te enamores ... Nayara.

### Cine
- (2014) Cásese quien pueda.
- (2015) Malaventura.
- (2019) Tod@s Caen.